# Teologia política
Teologia política é um ramo da filosofia política e da teologia que investiga os meios nos quais os conceitos teológicos ou os pensamentos dos discursos influenciam a política, a sociedade, a economia e a cultura. O mesmo termo foi usado de maneira muito variável por escritores, explorando diferentes aspectos da subjetividade, com desenvolvimento tanto entre aqueles defendendo a tradicional preocupação com a "reforma moral" individual, como God's Warrios (1992), de Clyde Wilcox, e The Political World of the Clergy (1993), de Ted Jelen, e aqueles da esquerda que se focaram na "justiça social" coletiva, como The Gathering Storm in the Churches (1969), de  Jeffrey K. Hadden,e The Prophetic Clergy (1974) de Harold Quinley.
Escrevendo entre a turbulência da Guerra da República de Weimar, Carl Schmitt, em Teologia política, argumentou que os conceitos centrais da política moderna são versões secularizadas dos antigos conceitos teológicos. Baseando-se em Thomas Hobbes em Leviatã ele argumentou que o Estado existe para manter sua própria integridade para assegurar a ordem da sociedade em tempos de crise.
O livro Teologia política correntemente examina a conexão entre fé religiosa e política.
O teólogo católico Johann Baptist Metz explora o conceito de teologia política ao longe de sua obra. Ele argumenta que o conceito de "Deus sofrendo" que divide a dor da sua criação, escreve, "Ainda, encarado com as condições da criação de Deus que clamam para o céu, como pode o teólogo do Deus criador evitar que a suspeita da indiferença, ao menos que ele compreenda a língua do sofrimento de Deus?".